# Norm (matematik)

Manhattannormen (röd, blå, gul) och euklidisk norm (grön)

Inom matematiken är norm ett sätt att tilldela en längd till objekt, vilka vanligen är definierade som vektorrum. Normen för ett objekt x betecknas vanligen med ||x||. En norm uppfyller villkoren 
- ||x|| ≥ 0
- ||x|| = 0 om och endast om x = 0
- ||a x||  =  |a| ||x||
- ||x + y|| ≤ ||x|| + ||y||

där x och y tillhör ett vektorrum X och a är en skalär.
Ett vektorrum på vilket en norm är definierad kallas ett normerat rum. I ett normerat rum kan avståndet mellan två punkter definieras som 
{\displaystyle d(x,y)=||x-y||}
och det är då ett metriskt rum. Metriken definierar en topologi, som gör vektoraddition och skalärmultiplikation till kontinuerliga funktioner. Ett normerat rum är därmed alltid ett topologiskt vektorrum. Om ett normerat rum dessutom är fullständigt (med avseende på metriken som induceras av normen), så kallas det för ett Banachrum.
En seminorm eller pseudonorm är en funktion som tillåts avbilda nollskilda element på noll, men som i övrigt uppfyller villkoren för en norm.

## Exempel i ändligdimensionella rum
Rn kan ha ett flertal olika normer, några exempel (här är x = (x1, ... , xn), där varje xi tillhör R.
I Cn blir det inte stor skillnad; följande normer fungerar även där. (Det är därför som beloppstecken alltid är utsatta runt x).

### Euklidisk norm
Den euklidiska normen definieras som
{\displaystyle \|\mathbf {x} \|=\|\mathbf {x} \|_{2}={\sqrt {\sum _{k=1}^{n}|x_{k}|^{2}}}.}
Det följer av Pythagoras sats att detta är den vanliga längden av en vektor i fallen
n=2 och n=3. Den euklidiska normen generaliserar därmed det vanliga längdbegreppet till högre dimension.

### 'Manhattannormen'
Manhattannormen definieras som
{\displaystyle \|\mathbf {x} \|_{1}=\sum _{k=1}^{n}|x_{k}|}
Motsvarande metrik beskriver kortaste avståndet mellan två punkter som summan av delsträckor parallella med koordinataxlarna, vilket kan liknas med att färdas på Manhattans rektangulära gatunät.

### Maximumnormen

Enhetscirkeln för ett urval av p-normer från ett till oändligheten.

Maximumnormen definieras som
{\displaystyle \|\mathbf {x} \|_{\infty }=\max {\{|x_{1}|,\cdots ,|x_{n}|\}}.}

### p-norm
För p ≥ 1 definierar
{\displaystyle \|\mathbf {x} \|_{p}=\left(\sum _{k=1}^{n}|x_{k}|^{p}\right)^{1/p}}
en norm på Rn. Manhattannormen, den Euklidiska normen och maximumnormen fås som specialfall (p=1, 2 respektive gränsfallet p={\displaystyle \infty }.) För 0 < p <1 gäller inte triangelolikheten ||x + y|| ≤ ||x|| + ||y||, och p-normen uppfyller då inte den definition av norm som getts ovan.

## Exempel i oändligdimensionella rum
Ett exempel på ett oändligdimensionellt rum är rummet av alla funktioner, säg från R till R. Några exempel på normer definierade i delrum av detta:

### Cr-norm
Betrakta delrummet av r gånger kontinuerligt deriverbara funktioner.
{\displaystyle \|f\|_{C^{r}}=\max _{x\in \mathbb {R} }{\{|f(x)|,|f'(x)|,\cdots ,|f^{(r)}(x)|\}}}